# Tobias Wald

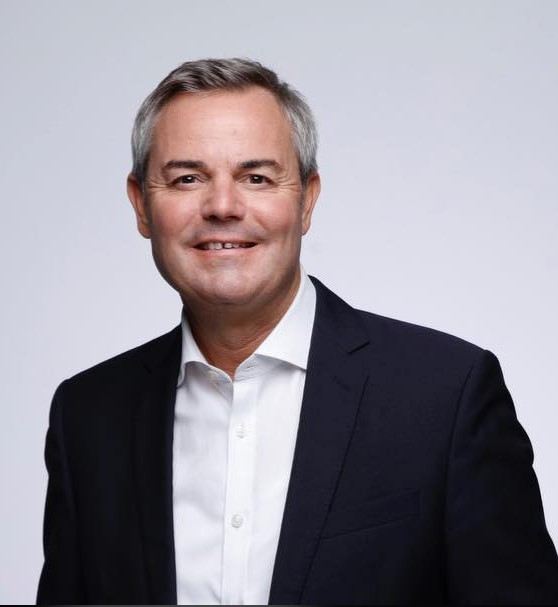
Tobias Wald (2020)

Tobias Wald (* 26. August 1973 in Bühl) ist ein deutscher Politiker (CDU). Von 2011 bis 2023 war er Mitglied im Landtag von Baden-Württemberg.

## Leben
Wald besuchte die Grundschule Ottersweier und die Hauptschule Ottersweier. Er erlangte die Fachschulreife an der Wirtschaftsschule Bühl und die fachgebundene Hochschulreife am Wirtschaftsgymnasium Bühl. Es folgten eine Ausbildung zum Finanzassistenten bei der Spar- und Kreditbank-Raiffeisenbank eG Ottersweier und ein berufsbegleitendes Studium zum Diplom-Betriebswirt (FH) an der AKAD-Hochschule Stuttgart. Wald ist von Beruf Bankkaufmann.
1991 trat Wald in die CDU und die Junge Union ein. Bei der JU war er zunächst Vorsitzender in Ottersweier und danach im Landkreis Rastatt, anschließend war er Mitglied des Landesvorstandes. Seit 1997 ist er Mitglied im Vorstand des CDU-Kreisverbandes Rastatt, zwei Jahre später wurde er stellvertretender Vorsitzender des Gemeindeverbandes Ottersweier. Dort ist er seitdem auch Gemeinderat, Mitglied im Gutachterausschuss und seit 2009 stellvertretender Fraktionsvorsitzender. Seit 2001 gehört er dem Vorstand des CDU-Bezirksverbandes Nordbaden an, seit 2006 dem Arbeitskreis Finanzen und Wirtschaft der CDU Baden-Württemberg. Er ist außerdem stellvertretender Sprecher des Wirtschaftsrates der CDU in der Sektion Baden-Baden/Rastatt. Seit 2018 ist Wald Vorsitzender des Landesfachausschusses Finanzen.
Bei der Landtagswahl in Baden-Württemberg 2011 gewann Wald das Direktmandat im Landtagswahlkreis Baden-Baden. Bei den Landtagswahlen 2016 und 2021 zog Wald durch das Zweitmandat erneut in den Landtag ein.
Zum 30. November 2023 legte Wald sein Landtagsmandat nieder, um zum 1. Dezember 2023 den Posten des Geschäftsführers der Baden-Württembergischen Spielbanken GmbH & Co. KG anzutreten. Dies führte zu Vorwürfen der Vetternwirtschaft und des Parteifilzes, da der laut den Badischen Neuesten Nachrichten mit jährlich 250.000 € sehr gut dotierte Posten bei der 100%igen Landestochter von der grün-schwarzen Landesregierung Baden-Württembergs vergeben wurde. Für ihn rückte Cornelia von Loga in den Landtag nach.

## Privates
Tobias Wald ist verheiratet und römisch-katholischer Konfession.

## Ehrenamtliche Funktionen
- seit 2014 Präsident des Blasmusikverbands Mittelbaden
- Vorsitzender des Förderkreises der Stiftung „Singen mit Kindern“
- Mitglied im Sektionsvorstand des Wirtschaftsrates der CDU e.V., Sektion Baden-Baden/Rastatt
- Stellvertretendes Mitglied des Verwaltungsrates des Badischen Staatstheaters Karlsruhe
- Stellvertretendes Mitglied des Kuratoriums der Steinbeis-Stiftung für Wirtschaftsförderung (StW)